# Hattiesburg
La ville de Hattiesburg est le siège du comté de Forrest, dans l’État du Mississippi, aux États-Unis. Sa population s’élevait à 48 730 habitants lors du recensement de 2020. À noter que Hattiesburg s’étend aussi sur le comté de Lamar.

## Source
- (en) Cet article est partiellement ou en totalité issu de l’article de Wikipédia en anglais intitulé « Hattiesburg, Mississippi » (voir la liste des auteurs).